# ウィルバーフォース (シエラレオネ)
フリータウン半島は首都フリータウンの郊外、フリータウンのすぐ近くにある解放奴隷のクリオの村の一つ。イギリス植民地時代のバラックがあるが、内戦の影響で村の衛生上が悪化して、放棄されて来た。最近、衛生状態の改善プロジェクトが開始されている。シエラレオネ国立競技場がある。
村名はイギリスの奴隷廃止主義者で解放奴隷のシエラレオネ移住計画を促進する奴隷貿易廃止促進協会のメンバーの一人だったウィリアム・ウィルバーフォースの名に因む。村にある木の隣にウィリアム・ウィルバーフォースのモニュメント像がある。